# كيث ودال
كيث ودال هو لاعب هوكي الجليد كندي، ولد في 8 أبريل 1926 في أونتاريو في كندا، وتوفي في 17 مايو 1981.

## وصلات خارجية
- كيث ودال على موقع EliteProspects.com (الإنجليزية)
- كيث ودال على موقع HockeyDB.com (الإنجليزية)
- كيث ودال على موقع اللجنة الأولمبية الدولية (الإنجليزية)
- كيث ودال على موقع أوليمبيديا (الإنجليزية)